# Snegurotjka (film fra 1968)
 For alternative betydninger, se Snegurotjka. (Se også artikler, som begynder med Snegurotjka)
Snegurotjka (russisk: Снегурочка) er en sovjetisk spillefilm fra 1968 af Pavel Kadotjnikov.

## Medvirkende
- Jevgenija Filonova som Snegurotjka
- Jevgenij Zjarikov som Lel
- Irina Gubanova som Kupava
- Boris Khimitjev som Misghir
- Pavel Kadotjnikov som Berendej